# Five Nations 1950
Die Ausgabe 1950 des jährlich ausgetragenen Rugby-Union-Turniers Five Nations (seit 2000 Six Nations) fand zwischen dem 14. Januar und dem 25. März statt. Turniersieger wurde Wales, das mit Siegen gegen alle anderen Teilnehmer zum vierten Mal den Grand Slam schaffte, mit Siegen gegen alle britischen Mannschaften auch die Triple Crown.

## Teilnehmer
| Land       | Stadion                            | Stadt             | Kapitän                        |
| ---------- | ---------------------------------- | ----------------- | ------------------------------ |
| England    | Twickenham Stadium                 | London            | Ivor Preece                    |
| Frankreich | Stade Olympique Yves-du-Manoir     | Colombes          | Guy Basquet                    |
| Irland     | Lansdowne Road / Ravenhill Stadium | Dublin / Belfast  | Karl Mullen                    |
| Schottland | Murrayfield Stadium                | Edinburgh         | Doug Elliot / Peter Kininmonth |
| Wales      | Cardiff Arms Park / St Helen’s     | Cardiff / Swansea | John Gwilliam                  |

## Tabelle
|    | Land       | Spiele | Siege | Unent. | Ndlg. | Spiel- punkte | Diff. | Tabellen- punkte |
| -- | ---------- | ------ | ----- | ------ | ----- | ------------- | ----- | ---------------- |
| 1. | Wales      | 4      | 4     | 0      | 0     | 50:8          | + 42  | 8                |
| 2. | Schottland | 4      | 2     | 0      | 2     | 21:49         | − 28  | 4                |
| 3. | Irland     | 4      | 1     | 1      | 2     | 27:12         | + 15  | 3                |
| 3. | Frankreich | 4      | 1     | 1      | 2     | 14:35         | − 21  | 3                |
| 5. | England    | 4      | 1     | 0      | 3     | 22:30         | − 8   | 2                |

## Ergebnisse
| 14. Januar 1950 | Schottland                                           | 8 : 5         | Frankreich                         | Murrayfield Stadium, Edinburgh Zuschauer: 70.000 Schiedsrichter: Trevor Jones (Wales) |
| 14. Januar 1950 | Versuche: Budge Macdonald Erhöhungen: Bruce-Lockhart | (8:0) Bericht | Versuche: Merquey Erhöhungen: Prat | Murrayfield Stadium, Edinburgh Zuschauer: 70.000 Schiedsrichter: Trevor Jones (Wales) |

| 21. Januar 1950 | England                              | 5 : 11        | Wales                                                            | Twickenham Stadium, London Zuschauer: 75.532 Schiedsrichter: Hamilton Lambert (Irland) |
| 21. Januar 1950 | Versuche: Smith Erhöhungen: Hofmeyer | (5:3) Bericht | Versuche: Cale Davies Erhöhungen: L. Jones Straftritte: L. Jones | Twickenham Stadium, London Zuschauer: 75.532 Schiedsrichter: Hamilton Lambert (Irland) |

| 28. Januar 1950 | Frankreich       | 3 : 3         | Irland              | Stade Olympique Yves-du-Manoir, Colombes Zuschauer: 35.000 Schiedsrichter: Thomas Pearce (England) |
| 28. Januar 1950 | Dropgoals: Lauga | (3:0) Bericht | Erhöhungen: Burgess | Stade Olympique Yves-du-Manoir, Colombes Zuschauer: 35.000 Schiedsrichter: Thomas Pearce (England) |

| 4. Februar 1950 | Wales                                                              | 12 : 0        | Schottland | St Helen’s, Swansea Zuschauer: 41.000 Schiedsrichter: Michael Dowling (England) |
| 4. Februar 1950 | Versuche: K. Jones Thomas Straftritte: L. Jones Dropgoals: Cleaver | (3:0) Bericht |            | St Helen’s, Swansea Zuschauer: 41.000 Schiedsrichter: Michael Dowling (England) |

| 11. Februar 1950 | England           | 3 : 0         | Irland | Twickenham Stadium, London Schiedsrichter: R. A. Beattie (Schottland) |
| 11. Februar 1950 | Versuche: Roberts | (3:0) Bericht |        | Twickenham Stadium, London Schiedsrichter: R. A. Beattie (Schottland) |

| 25. Februar 1950 | Frankreich               | 6 : 3 | England         | Stade Olympique Yves-du-Manoir, Colombes Zuschauer: 43.000 Schiedsrichter: Hamilton Lambert (Irland) |
| 25. Februar 1950 | Versuche: Cazenave Pilon |       | Versuche: Smith | Stade Olympique Yves-du-Manoir, Colombes Zuschauer: 43.000 Schiedsrichter: Hamilton Lambert (Irland) |

| 25. Februar 1950 | Irland                                                                        | 21 : 0        | Schottland | Lansdowne Road, Dublin Schiedsrichter: Thomas Pearce (England) |
| 25. Februar 1950 | Versuche: Blayney Crowe Curtis Erhöhungen: Norton (3) Straftritte: Norton (2) | (6:0) Bericht |            | Lansdowne Road, Dublin Schiedsrichter: Thomas Pearce (England) |

| 11. März 1950 | Irland              | 3 : 6   | Wales                     | Ravenhill Stadium, Belfast Schiedsrichter: R. A. Beattie (Schottland) |
| 11. März 1950 | Straftritte: Norton | Bericht | Versuche: K. Jones Thomas | Ravenhill Stadium, Belfast Schiedsrichter: R. A. Beattie (Schottland) |

| 18. März 1950 | Schottland                                       | 13 : 11       | England                                                        | Murrayfield Stadium, Edinburgh Zuschauer: 70.000 Schiedsrichter: Michael Dowling (Irland) |
| 18. März 1950 | Versuche: Abercrombie Sloan Erhöhungen: Gray (2) | (8:3) Bericht | Versuche: Smith (2) Erhöhungen: Hofmeyer Straftritte: Hofmeyer | Murrayfield Stadium, Edinburgh Zuschauer: 70.000 Schiedsrichter: Michael Dowling (Irland) |

| 25. März 1950 | Wales                                                                            | 21 : 0        | Frankreich | Cardiff Arms Park, Cardiff Zuschauer: 55.000 Schiedsrichter: Michael Dowling (Irland) |
| 25. März 1950 | Versuche: John K. Jones (2) Matthews Erhöhungen: L. Jones (3) Straftritte: Jones | (5:0) Bericht |            | Cardiff Arms Park, Cardiff Zuschauer: 55.000 Schiedsrichter: Michael Dowling (Irland) |